# Jurij Žirkov
Jurij Valentinovič Žirkov (in russo Юрий Валентинович Жирков?; Tambov, 20 agosto 1983) è un ex calciatore russo, di ruolo difensore o centrocampista.

## Biografia
Il padre, Valentin Ivanovič Žirkov, era operaio nella fabbrica della "Revtrud" mentre la madre era una postina; i due ebbero quattro figli, tre maschi e una femmina. Jurij era il secondogenito, e la famiglia era abbastanza povera: per mantenerlo impegnato, i genitori lo mandavano a giocare a calcio nel campo vicino a casa.
Nel 1994 venne preso nella scuola calcistica dell'azienda del padre, la "Revtrud". Il suo primo allenatore fu Valerij Vasil'evič Šarapov, che lo allenò anche nel suo primo torneo calcistico, quello di Kamyšin, quando venne nominato "miglior centrocampista del torneo". Il fratello più giovane, Nikolaj, milita invece nelle giovanili del CSKA Mosca.
Si è sposato il 1º febbraio 2008 con Inna, modella russa, vincitrice del titolo Signora Russia (in russo Миссис Россия?) nel 2012, da cui ha avuto due figli; l'8 settembre 2008 è nato il loro primo figlio, Dmitrij. Ha subito due incidenti d'auto nella sua vita: il primo nel gennaio 2005 a Tambov, quando rimase solo lievemente ferito dopo aver colpito un palo nel tentativo di evitare un gruppo di ciclisti; il 18 dicembre 2008 l'altro, a Kaliningrad, dal quale esce ancora illeso.

## Caratteristiche tecniche
Žirkov è un calciatore molto duttile: può essere schierato in ogni posizione della fascia mancina, da terzino ad ala. Dotato di corsa esplosiva anche se non velocissima, propende più per la fase offensiva anche grazie all'ottimo tiro dalla lunga distanza.

## Carriera

### Club

#### Spartak Tambov
Žirkov comincia la propria carriera allo Spartak Tambov, squadra della propria città natale, con il quale segna 26 gol in 74 partite giocando come ala sinistra.

#### CSKA Mosca

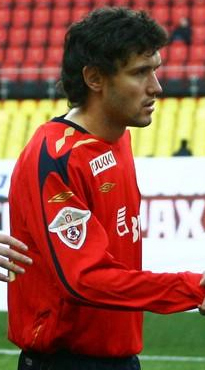
Žirkov con la maglia del CSKA Mosca

Si accasa al CSKA Mosca il 15 gennaio 2004. Debutta ufficialmente con i Koni il 7 marzo, nella Supercoppa di Russia contro lo Spartak Mosca. La vittoria per 3-1 dei rosso-blu dà al giovane Žirkov il suo primo trofeo. Debutta in Champions League il 27 luglio contro gli azeri del Neftçi Baku. Dopo il passaggio del turno con un agevole 2-0 complessivo, gioca anche contro i più ostici scozzesi del Rangers, contro i quali i russi riescono egualmente a passare il turno con un complessivo 3-2.
Il 18 maggio 2005, allo stadio José Alvalade di Lisbona, con il suo CSKA vince la Coppa UEFA, trionfando 3-1 sui portoghesi dello Sporting Lisbona; nell'occasione gioca da centrocampista esterno di sinistra e realizza una rete al 65'. Il suo gol contro l'Amburgo nella Champions League 2006-07 è stato scelto come gol più bello della competizione dal magazine dell'UEFA Goal. Ha giocato 6 volte nella fase a gironi, segnando 1 volta.
Debutta nella Coppa dei Campioni della CSI, un torneo disputato dalle nazioni appartenenti alla Comunità degli Stati Indipendenti, contro i bielorussi del FC Gomel, venendo sostituito al 70', col risultato finale sul 2-2. Nella seconda partita, contro gli uzbeki del Paxtakor Tashkent gioca tutti i 90' del 2-1 finale, così come nella terza partita, contro i tagiki dello Tursunzoda conclusasi 2-1.
Nel settembre 2008, poi, gioca in Coppa UEFA contro i croati dello Slaven, gli spagnoli del Deportivo la Coruña, i francesi del Nancy, gli olandesi del Feyenoord e i polacchi del Lech Poznań, confezionando vari assist contro Nancy e Feyenoord e segnando contro il Poznań.
Nel 2009 gioca tre partite a livello europeo, due contro l'Aston Villa e una contro lo Shakhtar Donetsk, segnando nella seconda e facendosi squalificare dall'arbitro nella terza.

#### Chelsea

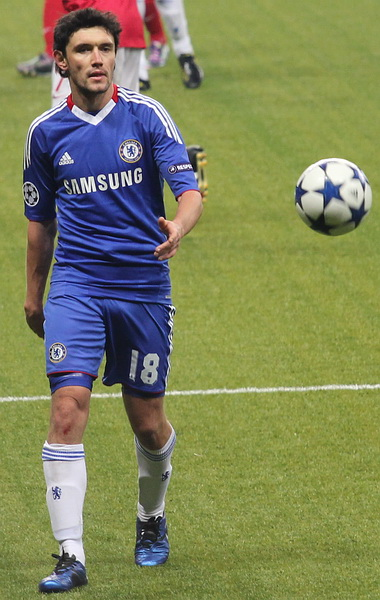
Žirkov con la maglia dei blues

Il 6 luglio 2009 si accasa al Chelsea, dopo aver firmato un contratto quadriennale, per 18 milioni di sterline, cifra che, superando di tre milioni i 15 spesi dall'Arsenal nel gennaio 2009 per Andrej Aršavin, fanno di Žirkov il giocatore russo più costoso di sempre. Segna già al proprio debutto in un'amichevole contro il Milan, e il suo si rivela il gol-vittoria. Una volta superato un infortunio al ginocchio, comincia a lottare seriamente per una maglia da titolare. Debutta ufficialmente con il Chelsea il 23 settembre, in Carling Cup, contro il QPR, giocando da terzino sinistro. Il 25 novembre debutta in Champions League contro il Porto giocando ancora come terzino sinistro e creando l'occasione per il gol del compagno Nicolas Anelka. Debutta in Premier League solo il 20 dicembre, subentrando a Joe Cole contro il West Ham.
La prima da titolare nel massimo campionato inglese è invece il 28 dicembre, in un vittorioso 2-1 al Fulham. A causa dell'infortunio del compagno Ashley Cole contro l'Everton il 10 febbraio 2010, che tiene fuori causa il nazionale inglese per 3 mesi, diventa la prima scelta per la casella sinistra della difesa a 4 di Carlo Ancelotti. È uno dei migliori del Chelsea negli ottavi di Champions League contro l'Inter, fermando molte opportunità da rete degli avversari, ma perdendo 2-1. Nel ritorno a Stamford Bridge non è presente in campo, e il Chelsea, con un altro 1-0, che significa un totale di 3-1 per l'Inter, viene eliminato dalla competizione. Il 13 aprile 2010 viene nominato "Uomo del match" contro il Bolton, anche se nel primo tempo si scontra duramente con il capitano avversario Kevin Davies, rimediando un infortunio da 4 punti di sutura in testa. La sua prima stagione ai Blues è la più prolifica di sempre, col double di campionato ed FA Cup.

#### Ritorno in Russia

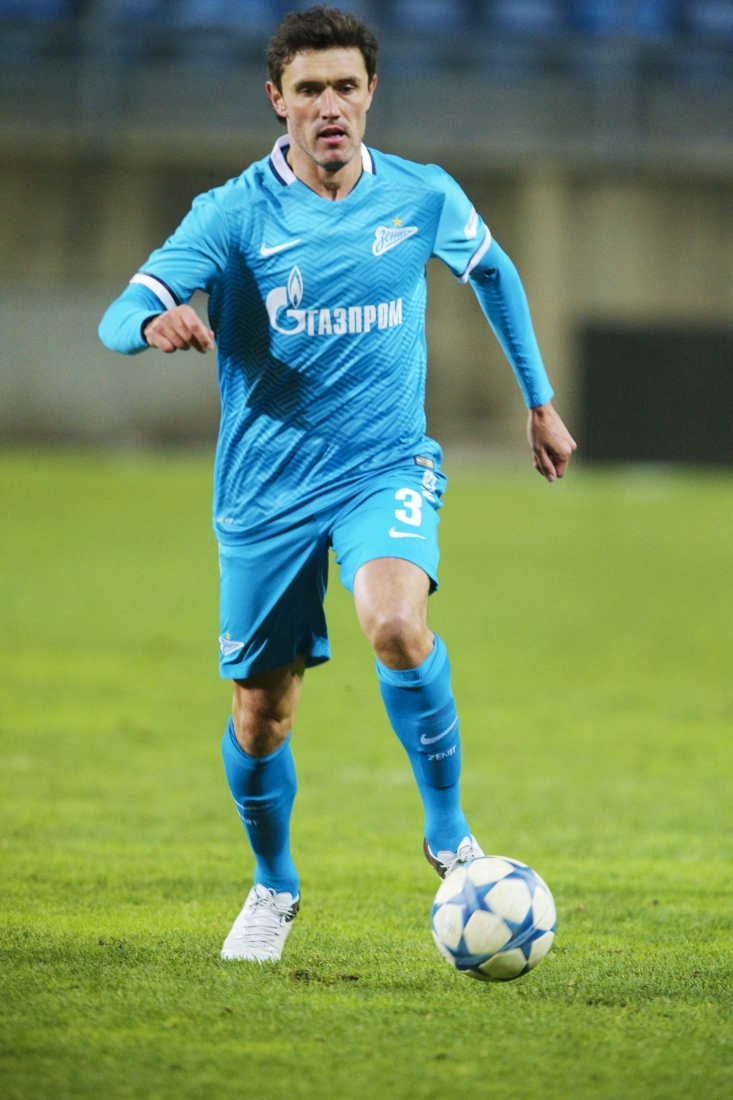
Žirkov con la maglia dello Zenit

Il 6 agosto 2011 si trasferisce all'Anži per 15 milioni di euro, dopo aver firmato un contratto quinquennale. Segna il suo primo gol in campionato il 29 ottobre nella vittoria per 2-1 contro l'Amkar Perm'.
Il 16 agosto 2013 viene ceduto insieme ai compagni di squadra Igor' Denisov e Aleksandr Kokorin alla Dinamo Mosca per 45 milioni di euro complessivi.

#### Zenit
Nel mercato invernale di gennaio 2016 passa allo Zenit dopo 2 anni passati nella Dinamo Mosca. Il 16 febbraio 2016 trova la prima presenza con la maglia dello Zenit nella gara d'andata degli ottavi di finale di UEFA Champions League giocata e persa 1-0 in Portogallo contro il Benfica. In sei anni con il club vince tre campionati russi, due Coppe di Russia e tre Supercoppe di Russia.

#### Chimki
Il 13 gennaio 2022 firma peri il Chimki.

### Nazionale

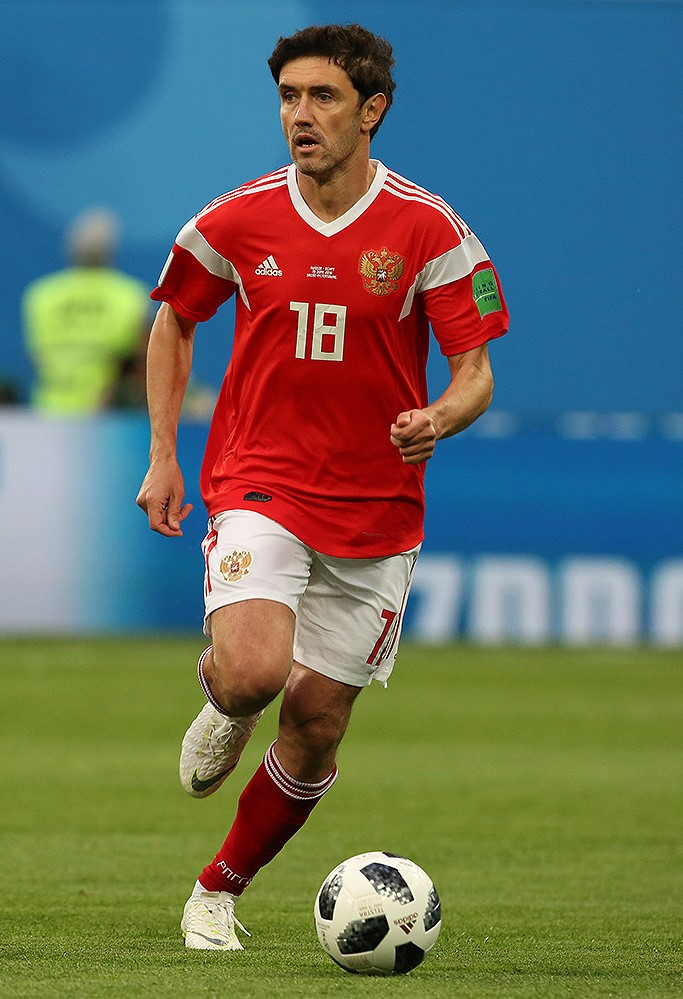
Žirkov durante la partita contro l’Egitto ai mondiali del 2018.

Il 9 febbraio 2005 ha esordito con la nazionale nell'amichevole persa per 2-0 contro l'Italia a Cagliari. Ha fatto parte dei 23 convocati per gli Europei 2008, rientrando alla fine della competizione nel miglior 11 del torneo; la sua squadra, dopo aver eliminato a sorpresa l'Olanda ai quarti per 3-1, ha poi perso la semifinale per 3-0 con la Spagna futura vincitrice del torneo. Nell'ottobre 2008 viene inserito nella lista dei 30 candidati al Pallone d'oro. Il 18 novembre 2009 riceve il suo primo cartellino rosso con la maglia della nazionale, ricevendo una doppia ammonizione nei minuti finali della sconfitta esterna (1-0) contro la Slovenia.
L'8 giugno 2012 esordisce da titolare agli Europei nella partita contro la Repubblica Ceca (4-1). Viene convocato per il campionato mondiale di Russia 2018, dov'è protagonista con la squadra fino agli ottavi di finale in cui esce nell'intervallo per infortunio; l'infortunio gli fa terminare la competizione in anticipo, ma non impedisce ai russi di eliminare a sorpresa la Spagna agli ottavi (dopo i calci di rigore), anche se gli fa saltare il quarto di finale in cui gli Orsi perdono ai rigori contro la Croazia futura seconda del torneo. Al termine del torneo annuncia il proprio ritiro dalla nazionale.
Tuttavia nel marzo 2019 torna in Nazionale, con cui raggiunge quota 100 presenze il 18 novembre 2020 nella sconfitta per 5-0 contro la Serbia in Nations League. Convocato per Euro 2020, il 12 giugno 2021, durante la partita contro il Belgio (persa 3-0 dai russi), esce dopo 43 minuti a causa di un infortunio alla coscia; tre giorni dopo viene comunicato che a causa di questo infortunio non potrà più giocare partite durante la competizione.

## Statistiche

### Presenze e reti nei club
Statistiche aggiornate al 7 maggio 2022.
| Stagione              | Squadra               | Campionato            | Campionato | Campionato | Coppe nazionali | Coppe nazionali | Coppe nazionali | Coppe continentali | Coppe continentali | Coppe continentali | Altre coppe | Altre coppe | Altre coppe | Totale | Totale |
| Stagione              | Squadra               | Comp                  | Pres       | Reti       | Comp            | Pres            | Reti            | Comp               | Pres               | Reti               | Comp        | Pres        | Reti        | Pres   | Reti   |
| --------------------- | --------------------- | --------------------- | ---------- | ---------- | --------------- | --------------- | --------------- | ------------------ | ------------------ | ------------------ | ----------- | ----------- | ----------- | ------ | ------ |
| 2001                  | Spartak Tambov        | VD                    | 2          | 0          | KR              | 0               | 0               | -                  | -                  | -                  | -           | -           | -           | 2      | 0      |
| 2002                  | Spartak Tambov        | VD                    | 37         | 10         | KR              | 0               | 0               | -                  | -                  | -                  | -           | -           | -           | 37     | 10     |
| 2003                  | Spartak Tambov        | VD                    | 33         | 16         | KR              | 3               | 0               | -                  | -                  | -                  | -           | -           | -           | 36     | 16     |
| Totale Spartak Tambov | Totale Spartak Tambov | Totale Spartak Tambov | 72         | 26         |                 | 3               | 0               |                    | -                  | -                  |             | -           | -           | 75     | 26     |
| 2004                  | CSKA Mosca            | PL                    | 25         | 6          | KR              | 2               | 0               | UCL                | 10                 | 0                  | SR          | 1           | 0           | 38     | 6      |
| 2005                  | CSKA Mosca            | PL                    | 20         | 2          | KR              | 6               | 1               | UCL+CU             | 10+8               | 0+1                | -           | -           | -           | 44     | 4      |
| 2006                  | CSKA Mosca            | PL                    | 27         | 1          | KR              | 6               | 1               | CU                 | 4                  | 0                  | SR+SU       | 1+1         | 1+0         | 39     | 3      |
| 2007                  | CSKA Mosca            | PL                    | 29         | 2          | KR              | 5               | 1               | UCL+CU             | 8+2                | 1+0                | SR          | 1           | 0           | 45     | 4      |
| 2008                  | CSKA Mosca            | PL                    | 28         | 3          | KR              | 2               | 0               | UCL                | 6                  | 0                  | -           | -           | -           | 36     | 3      |
| 2009                  | CSKA Mosca            | PL                    | 10         | 1          | KR              | 0               | 0               | CU                 | 9                  | 2                  | SR          | 1           | 0           | 20     | 3      |
| Totale CSKA Mosca     | Totale CSKA Mosca     | Totale CSKA Mosca     | 139        | 15         |                 | 21              | 3               |                    | 57                 | 4                  |             | 5           | 1           | 222    | 23     |
| 2009-2010             | Chelsea               | PL                    | 17         | 0          | FACup+CdL       | 4+2             | 0+0             | UCL                | 4                  | 0                  | CS          | 0           | 0           | 27     | 0      |
| 2010-2011             | Chelsea               | PL                    | 12         | 0          | FACup+CdL       | 1+1             | 0+0             | UCL                | 7                  | 1                  | CS          | 1           | 0           | 22     | 1      |
| Totale Chelsea        | Totale Chelsea        | Totale Chelsea        | 29         | 0          |                 | 8               | 0               |                    | 11                 | 1                  |             | 1           | 0           | 49     | 1      |
| 2011-2012             | Anži                  | PL                    | 23         | 1          | KR              | 1               | 0               | -                  | -                  | -                  | -           | -           | -           | 24     | 1      |
| 2012-2013             | Anži                  | PL                    | 23         | 2          | KR              | 4               | 0               | UEL                | 12                 | 0                  | -           | -           | -           | 39     | 2      |
| ago. 2013             | Anži                  | PL                    | 0          | 0          | KR              | -               | -               | UEL                | -                  | -                  | -           | -           | -           | 0      | 0      |
| Totale Anzi           | Totale Anzi           | Totale Anzi           | 46         | 3          |                 | 5               | 0               |                    | 12                 | 0                  |             | -           | -           | 63     | 3      |
| ago. 2013-2014        | Dinamo Mosca          | PL                    | 14         | 3          | KR              | 0               | 0               | -                  | -                  | -                  | -           | -           | -           | 14     | 3      |
| 2014-2015             | Dinamo Mosca          | PL                    | 24         | 0          | KR              | 1               | 0               | UEL                | 10                 | 2                  | -           | -           | -           | 35     | 2      |
| 2015-gen. 2016        | Dinamo Mosca          | PL                    | 16         | 0          | KR              | 2               | 0               | -                  | -                  | -                  | -           | -           | -           | 18     | 0      |
| Totale Dinamo Mosca   | Totale Dinamo Mosca   | Totale Dinamo Mosca   | 54         | 3          |                 | 3               | 0               |                    | 10                 | 2                  |             | -           | -           | 67     | 5      |
| gen.-giu. 2016        | Zenit                 | PL                    | 9          | 0          | KR              | 2               | 0               | UCL                | 2                  | 0                  | SR          | -           | -           | 13     | 0      |
| 2016-2017             | Zenit                 | PL                    | 21         | 1          | KR              | 1               | 0               | UEL                | 6                  | 0                  | SR          | 1           | 0           | 29     | 1      |
| 2017-2018             | Zenit                 | PL                    | 17         | 1          | KR              | 1               | 0               | UEL                | 7                  | 0                  | -           | -           | -           | 25     | 1      |
| 2018-2019             | Zenit                 | PL                    | 12         | 0          | KR              | 0               | 0               | -                  | -                  | -                  | -           | -           | -           | 12     | 0      |
| 2019-2020             | Zenit                 | PL                    | 21         | 2          | KR              | 4               | 1               | UCL                | 2                  | 0                  | SR          | 1           | 0           | 28     | 3      |
| 2020-2021             | Zenit                 | PL                    | 15         | 0          | KR              | 1               | 0               | UCL                | 3                  | 0                  | SR          | 1           | 0           | 20     | 0      |
| Totale Zenit          | Totale Zenit          | Totale Zenit          | 95         | 4          |                 | 9               | 1               |                    | 20                 | 0                  |             | 3           | 0           | 127    | 5      |
| 2021-2022             | Chimki                | PL                    | 3          | 0          | KR              | -               | -               |                    | -                  | -                  |             | -           | -           | 3      | 0      |
| Totale carriera       | Totale carriera       | Totale carriera       | 438        | 51         |                 | 49              | 4               |                    | 110                | 7                  |             | 9           | 1           | 606    | 63     |

### Cronologia presenze e reti in nazionale
| Cronologia completa delle presenze e delle reti in nazionale ― Russia | Cronologia completa delle presenze e delle reti in nazionale ― Russia | Cronologia completa delle presenze e delle reti in nazionale ― Russia | Cronologia completa delle presenze e delle reti in nazionale ― Russia | Cronologia completa delle presenze e delle reti in nazionale ― Russia | Cronologia completa delle presenze e delle reti in nazionale ― Russia | Cronologia completa delle presenze e delle reti in nazionale ― Russia | Cronologia completa delle presenze e delle reti in nazionale ― Russia |
| Data                                                                  | Città                                                                 | In casa                                                               | Risultato                                                             | Ospiti                                                                | Competizione                                                          | Reti                                                                  | Note                                                                  |
| --------------------------------------------------------------------- | --------------------------------------------------------------------- | --------------------------------------------------------------------- | --------------------------------------------------------------------- | --------------------------------------------------------------------- | --------------------------------------------------------------------- | --------------------------------------------------------------------- | --------------------------------------------------------------------- |
| 9-2-2005                                                              | Cagliari                                                              | Italia                                                                | 2 – 0                                                                 | Russia                                                                | Amichevole                                                            | -                                                                     |                                                                       |
| 30-3-2005                                                             | Tallinn                                                               | Estonia                                                               | 1 – 1                                                                 | Russia                                                                | Qual. Mondiali 2006                                                   | -                                                                     | 72’                                                                   |
| 17-8-2005                                                             | Riga                                                                  | Lettonia                                                              | 1 – 1                                                                 | Russia                                                                | Qual. Mondiali 2006                                                   | -                                                                     |                                                                       |
| 8-6-2005                                                              | Mönchengladbach                                                       | Germania                                                              | 2 – 2                                                                 | Russia                                                                | Amichevole                                                            | -                                                                     | 46’                                                                   |
| 1-3-2006                                                              | Rio de Janeiro                                                        | Brasile                                                               | 1 – 0                                                                 | Russia                                                                | Amichevole                                                            | -                                                                     |                                                                       |
| 7-10-2006                                                             | Mosca                                                                 | Russia                                                                | 1 – 1                                                                 | Israele                                                               | Qual. Euro 2008                                                       | -                                                                     | 77’                                                                   |
| 15-11-2006                                                            | Skopje                                                                | Macedonia                                                             | 0 – 2                                                                 | Russia                                                                | Qual. Euro 2008                                                       | -                                                                     |                                                                       |
| 7-2-2007                                                              | Amsterdam                                                             | Paesi Bassi                                                           | 4 – 1                                                                 | Russia                                                                | Amichevole                                                            | -                                                                     |                                                                       |
| 24-3-2007                                                             | Tallinn                                                               | Estonia                                                               | 0 – 2                                                                 | Russia                                                                | Qual. Euro 2008                                                       | -                                                                     |                                                                       |
| 2-6-2007                                                              | San Pietroburgo                                                       | Russia                                                                | 4 – 0                                                                 | Andorra                                                               | Qual. Euro 2008                                                       | -                                                                     | 57’                                                                   |
| 6-6-2007                                                              | Zagabria                                                              | Croazia                                                               | 0 – 0                                                                 | Russia                                                                | Qual. Euro 2008                                                       | -                                                                     |                                                                       |
| 22-8-2007                                                             | Mosca                                                                 | Russia                                                                | 2 – 2                                                                 | Polonia                                                               | Qual. Euro 2008                                                       | -                                                                     | 46’                                                                   |
| 12-9-2007                                                             | Londra                                                                | Inghilterra                                                           | 3 – 0                                                                 | Russia                                                                | Qual. Euro 2008                                                       | -                                                                     |                                                                       |
| 17-10-2007                                                            | Mosca                                                                 | Russia                                                                | 2 – 1                                                                 | Inghilterra                                                           | Qual. Euro 2008                                                       | -                                                                     |                                                                       |
| 17-11-2007                                                            | Tel Aviv                                                              | Israele                                                               | 2 – 1                                                                 | Russia                                                                | Qual. Euro 2008                                                       | -                                                                     |                                                                       |
| 21-11-2007                                                            | Andorra la Vella                                                      | Andorra                                                               | 0 – 1                                                                 | Russia                                                                | Qual. Euro 2008                                                       | -                                                                     |                                                                       |
| 26-3-2008                                                             | Bucarest                                                              | Romania                                                               | 3 – 0                                                                 | Russia                                                                | Amichevole                                                            | -                                                                     |                                                                       |
| 23-5-2008                                                             | Mosca                                                                 | Russia                                                                | 6 – 0                                                                 | Kazakistan                                                            | Amichevole                                                            | -                                                                     |                                                                       |
| 28-5-2008                                                             | Burghausen                                                            | Serbia                                                                | 1 – 2                                                                 | Russia                                                                | Amichevole                                                            | -                                                                     | 79’ 81’                                                               |
| 10-6-2008                                                             | Innsbruck                                                             | Spagna                                                                | 4 – 1                                                                 | Russia                                                                | Euro 2008 - 1º turno                                                  | -                                                                     |                                                                       |
| 14-6-2008                                                             | Salisburgo                                                            | Grecia                                                                | 0 – 1                                                                 | Russia                                                                | Euro 2008 - 1º turno                                                  | -                                                                     | 87’                                                                   |
| 18-6-2008                                                             | Innsbruck                                                             | Russia                                                                | 2 – 0                                                                 | Svezia                                                                | Euro 2008 - 1º turno                                                  | -                                                                     |                                                                       |
| 21-6-2008                                                             | Basilea                                                               | Paesi Bassi                                                           | 1 – 3 dts                                                             | Russia                                                                | Euro 2008 - Quarti di finale                                          | -                                                                     | 103’                                                                  |
| 26-6-2008                                                             | Vienna                                                                | Russia                                                                | 0 – 3                                                                 | Spagna                                                                | Euro 2008 - Semifinale                                                | -                                                                     | 57’                                                                   |
| 20-8-2008                                                             | Mosca                                                                 | Russia                                                                | 1 – 1                                                                 | Paesi Bassi                                                           | Amichevole                                                            | -                                                                     |                                                                       |
| 10-9-2008                                                             | Mosca                                                                 | Russia                                                                | 2 – 1                                                                 | Galles                                                                | Qual. Mondiali 2010                                                   | -                                                                     |                                                                       |
| 11-10-2008                                                            | Dortmund                                                              | Germania                                                              | 2 – 1                                                                 | Russia                                                                | Qual. Mondiali 2010                                                   | -                                                                     |                                                                       |
| 15-10-2008                                                            | Mosca                                                                 | Russia                                                                | 3 – 0                                                                 | Finlandia                                                             | Qual. Mondiali 2010                                                   | -                                                                     |                                                                       |
| 28-3-2009                                                             | Mosca                                                                 | Russia                                                                | 2 – 0                                                                 | Azerbaigian                                                           | Qual. Mondiali 2010                                                   | -                                                                     |                                                                       |
| 1-4-2009                                                              | Vaduz                                                                 | Liechtenstein                                                         | 0 – 1                                                                 | Russia                                                                | Qual. Mondiali 2010                                                   | -                                                                     |                                                                       |
| 10-6-2009                                                             | Helsinki                                                              | Finlandia                                                             | 0 – 3                                                                 | Russia                                                                | Qual. Mondiali 2010                                                   | -                                                                     |                                                                       |
| 10-10-2009                                                            | Mosca                                                                 | Russia                                                                | 0 – 1                                                                 | Germania                                                              | Qual. Mondiali 2010                                                   | -                                                                     | 58’                                                                   |
| 14-11-2009                                                            | Mosca                                                                 | Russia                                                                | 2 – 1                                                                 | Slovenia                                                              | Qual. Mondiali 2010                                                   | -                                                                     |                                                                       |
| 18-11-2009                                                            | Maribor                                                               | Slovenia                                                              | 1 – 0                                                                 | Russia                                                                | Qual. Mondiali 2010                                                   | -                                                                     | 7’, 90+2’                                                             |
| 11-8-2010                                                             | San Pietroburgo                                                       | Russia                                                                | 1 – 0                                                                 | Bulgaria                                                              | Amichevole                                                            | -                                                                     | 46’                                                                   |
| 7-9-2010                                                              | Mosca                                                                 | Russia                                                                | 0 – 1                                                                 | Slovenia                                                              | Qual. Euro 2012                                                       | -                                                                     | 33’                                                                   |
| 8-10-2010                                                             | Dublino                                                               | Irlanda                                                               | 2 – 3                                                                 | Russia                                                                | Qual. Euro 2012                                                       | -                                                                     |                                                                       |
| 12-10-2010                                                            | Skopje                                                                | Macedonia                                                             | 0 – 1                                                                 | Russia                                                                | Qual. Euro 2012                                                       | -                                                                     |                                                                       |
| 17-11-2010                                                            | Voronež                                                               | Russia                                                                | 0 – 2                                                                 | Belgio                                                                | Amichevole                                                            | -                                                                     |                                                                       |
| 26-3-2011                                                             | Erevan                                                                | Armenia                                                               | 0 – 0                                                                 | Russia                                                                | Qual. Euro 2012                                                       | -                                                                     |                                                                       |
| 29-3-2011                                                             | Doha                                                                  | Qatar                                                                 | 1 – 1                                                                 | Russia                                                                | Amichevole                                                            | -                                                                     | 46’                                                                   |
| 4-6-2011                                                              | San Pietroburgo                                                       | Russia                                                                | 3 – 1                                                                 | Armenia                                                               | Qual. Euro 2012                                                       | -                                                                     |                                                                       |
| 7-6-2011                                                              | Salisburgo                                                            | Russia                                                                | 0 – 0                                                                 | Camerun                                                               | Amichevole                                                            | -                                                                     | 55’                                                                   |
| 10-8-2011                                                             | Mosca                                                                 | Russia                                                                | 1 – 0                                                                 | Serbia                                                                | Amichevole                                                            | -                                                                     | 68’                                                                   |
| 2-9-2011                                                              | Mosca                                                                 | Russia                                                                | 1 – 0                                                                 | Macedonia                                                             | Qual. Euro 2012                                                       | -                                                                     |                                                                       |
| 6-9-2011                                                              | Mosca                                                                 | Russia                                                                | 0 – 0                                                                 | Irlanda                                                               | Qual. Euro 2012                                                       | -                                                                     | 76’                                                                   |
| 7-10-2011                                                             | Žilina                                                                | Slovacchia                                                            | 0 – 1                                                                 | Russia                                                                | Qual. Euro 2012                                                       | -                                                                     | 90+4’                                                                 |
| 11-11-2011                                                            | Il Pireo                                                              | Grecia                                                                | 1 – 1                                                                 | Russia                                                                | Amichevole                                                            | -                                                                     | 67’                                                                   |
| 29-2-2012                                                             | Copenaghen                                                            | Danimarca                                                             | 0 – 2                                                                 | Russia                                                                | Amichevole                                                            | -                                                                     | 63’                                                                   |
| 25-5-2012                                                             | Mosca                                                                 | Russia                                                                | 1 – 1                                                                 | Uruguay                                                               | Amichevole                                                            | -                                                                     | 68’                                                                   |
| 29-5-2012                                                             | Nyon                                                                  | Lituania                                                              | 0 – 0                                                                 | Russia                                                                | Amichevole                                                            | -                                                                     | 46’                                                                   |
| 1-6-2012                                                              | Zurigo                                                                | Russia                                                                | 3 – 0                                                                 | Italia                                                                | Amichevole                                                            | -                                                                     | 87’                                                                   |
| 8-6-2012                                                              | Cracovia                                                              | Russia                                                                | 4 – 1                                                                 | Rep. Ceca                                                             | Euro 2012 - 1º turno                                                  | -                                                                     |                                                                       |
| 12-6-2012                                                             | Varsavia                                                              | Polonia                                                               | 1 – 1                                                                 | Russia                                                                | Euro 2012 - 1º turno                                                  | -                                                                     |                                                                       |
| 16-6-2012                                                             | Varsavia                                                              | Grecia                                                                | 1 – 0                                                                 | Russia                                                                | Euro 2012 - 1º turno                                                  | -                                                                     | 69’                                                                   |
| 6-2-2013                                                              | Marbella                                                              | Russia                                                                | 2 – 0                                                                 | Islanda                                                               | Amichevole                                                            | -                                                                     | 46’                                                                   |
| 25-3-2013                                                             | Londra                                                                | Brasile                                                               | 1 – 1                                                                 | Russia                                                                | Amichevole                                                            | -                                                                     | 46’ 86’                                                               |
| 7-6-2013                                                              | Lisbona                                                               | Portogallo                                                            | 1 – 0                                                                 | Russia                                                                | Qual. Mondiali 2014                                                   | -                                                                     |                                                                       |
| 11-10-2013                                                            | Lussemburgo                                                           | Lussemburgo                                                           | 0 – 4                                                                 | Russia                                                                | Qual. Mondiali 2014                                                   | -                                                                     | 70’                                                                   |
| 5-3-2014                                                              | Krasnodar                                                             | Russia                                                                | 2 – 0                                                                 | Armenia                                                               | Amichevole                                                            | -                                                                     | 46’                                                                   |
| 6-6-2014                                                              | Mosca                                                                 | Russia                                                                | 2 – 0                                                                 | Marocco                                                               | Amichevole                                                            | 1                                                                     |                                                                       |
| 17-6-2014                                                             | Cuiabá                                                                | Corea del Sud                                                         | 1 – 1                                                                 | Russia                                                                | Mondiali 2014 - 1º turno                                              | -                                                                     | 71’                                                                   |
| 27-3-2015                                                             | Podgorica                                                             | Montenegro                                                            | 0 – 3 tav                                                             | Russia                                                                | Qual. Euro 2016                                                       | -                                                                     | 46’                                                                   |
| 7-6-2015                                                              | Mosca                                                                 | Russia                                                                | 4 – 2                                                                 | Bielorussia                                                           | Amichevole                                                            | -                                                                     | 71’                                                                   |
| 14-6-2015                                                             | Mosca                                                                 | Russia                                                                | 0 – 1                                                                 | Austria                                                               | Qual. Euro 2016                                                       | -                                                                     |                                                                       |
| 5-9-2015                                                              | Mosca                                                                 | Russia                                                                | 1 – 0                                                                 | Svezia                                                                | Qual. Euro 2016                                                       | -                                                                     | 71’                                                                   |
| 14-11-2015                                                            | Krasnodar                                                             | Russia                                                                | 1 – 0                                                                 | Portogallo                                                            | Amichevole                                                            | -                                                                     |                                                                       |
| 29-3-2016                                                             | Saint-Denis                                                           | Francia                                                               | 4 – 2                                                                 | Russia                                                                | Amichevole                                                            | 1                                                                     | 69’                                                                   |
| 31-8-2016                                                             | Adalia                                                                | Turchia                                                               | 0 – 0                                                                 | Russia                                                                | Amichevole                                                            | -                                                                     | 45+1’                                                                 |
| 6-9-2016                                                              | Mosca                                                                 | Russia                                                                | 1 – 0                                                                 | Ghana                                                                 | Amichevole                                                            | -                                                                     | 82’                                                                   |
| 9-10-2016                                                             | Krasnodar                                                             | Russia                                                                | 3 – 4                                                                 | Costa Rica                                                            | Amichevole                                                            | -                                                                     | 82’                                                                   |
| 15-11-2016                                                            | Groznyj                                                               | Russia                                                                | 1 – 0                                                                 | Romania                                                               | Amichevole                                                            | -                                                                     | 46’                                                                   |
| 24-3-2017                                                             | Krasnodar                                                             | Russia                                                                | 0 – 2                                                                 | Costa d'Avorio                                                        | Amichevole                                                            | -                                                                     | 71’                                                                   |
| 5-6-2017                                                              | Budapest                                                              | Ungheria                                                              | 0 – 3                                                                 | Russia                                                                | Amichevole                                                            | -                                                                     | 88’                                                                   |
| 9-6-2017                                                              | Mosca                                                                 | Russia                                                                | 1 – 1                                                                 | Cile                                                                  | Amichevole                                                            | -                                                                     | 73’                                                                   |
| 17-6-2017                                                             | San Pietroburgo                                                       | Russia                                                                | 2 – 0                                                                 | Nuova Zelanda                                                         | Conf. Cup 2017 - 1º turno                                             | -                                                                     |                                                                       |
| 21-6-2017                                                             | Mosca                                                                 | Russia                                                                | 0 – 1                                                                 | Portogallo                                                            | Conf. Cup 2017 - 1º turno                                             | -                                                                     |                                                                       |
| 24-6-2017                                                             | Kazan'                                                                | Russia                                                                | 1 – 2                                                                 | Messico                                                               | Conf. Cup 2017 - 1º turno                                             | -                                                                     | 9’, 68’                                                               |
| 7-10-2017                                                             | Mosca                                                                 | Russia                                                                | 4 – 2                                                                 | Corea del Sud                                                         | Amichevole                                                            | -                                                                     | 64’                                                                   |
| 14-11-2017                                                            | San Pietroburgo                                                       | Russia                                                                | 3 – 3                                                                 | Spagna                                                                | Amichevole                                                            | -                                                                     | 82’                                                                   |
| 23-3-2018                                                             | Mosca                                                                 | Russia                                                                | 0 – 3                                                                 | Brasile                                                               | Amichevole                                                            | -                                                                     | 76’                                                                   |
| 27-3-2018                                                             | San Pietroburgo                                                       | Russia                                                                | 1 – 3                                                                 | Francia                                                               | Amichevole                                                            | -                                                                     | 46’                                                                   |
| 30-5-2018                                                             | Innsbruck                                                             | Austria                                                               | 1 – 0                                                                 | Russia                                                                | Amichevole                                                            | -                                                                     | 64’                                                                   |
| 5-6-2018                                                              | Mosca                                                                 | Russia                                                                | 1 – 1                                                                 | Turchia                                                               | Amichevole                                                            | -                                                                     | 56’                                                                   |
| 14-6-2018                                                             | Mosca                                                                 | Russia                                                                | 5 – 0                                                                 | Arabia Saudita                                                        | Mondiali 2018 - 1º turno                                              | -                                                                     |                                                                       |
| 19-6-2018                                                             | San Pietroburgo                                                       | Russia                                                                | 3 – 1                                                                 | Egitto                                                                | Mondiali 2018 - 1º turno                                              | -                                                                     | 86’                                                                   |
| 1-7-2018                                                              | Mosca                                                                 | Spagna                                                                | 1 – 1 dts (3 – 4 dtr)                                                 | Russia                                                                | Mondiali 2018 - Ottavi di finale                                      | -                                                                     | 46’                                                                   |
| 21-3-2019                                                             | Bruxelles                                                             | Belgio                                                                | 3 – 1                                                                 | Russia                                                                | Qual. Euro 2020                                                       | -                                                                     |                                                                       |
| 6-9-2019                                                              | Glasgow                                                               | Scozia                                                                | 1 – 2                                                                 | Russia                                                                | Qual. Euro 2020                                                       | -                                                                     |                                                                       |
| 9-9-2019                                                              | Kaliningrad                                                           | Russia                                                                | 1 – 0                                                                 | Kazakistan                                                            | Qual. Euro 2020                                                       | -                                                                     |                                                                       |
| 10-10-2019                                                            | Mosca                                                                 | Russia                                                                | 4 – 0                                                                 | Scozia                                                                | Qual. Euro 2020                                                       | -                                                                     | 66’                                                                   |
| 16-11-2019                                                            | San Pietroburgo                                                       | Russia                                                                | 1 – 4                                                                 | Belgio                                                                | Qual. Euro 2020                                                       | -                                                                     | 50’                                                                   |
| 3-9-2020                                                              | Mosca                                                                 | Russia                                                                | 3 – 1                                                                 | Serbia                                                                | UEFA Nations League 2020-2021 - 1º turno                              | -                                                                     | 80’                                                                   |
| 6-9-2020                                                              | Budapest                                                              | Ungheria                                                              | 2 – 3                                                                 | Russia                                                                | UEFA Nations League 2020-2021 - 1º turno                              | -                                                                     | 57’                                                                   |
| 8-10-2020                                                             | Mosca                                                                 | Russia                                                                | 1 – 2                                                                 | Svezia                                                                | Amichevole                                                            | -                                                                     |                                                                       |
| 11-10-2020                                                            | Mosca                                                                 | Russia                                                                | 1 – 1                                                                 | Turchia                                                               | UEFA Nations League 2020-2021 - 1º turno                              | -                                                                     |                                                                       |
| 14-10-2020                                                            | Mosca                                                                 | Russia                                                                | 0 – 0                                                                 | Ungheria                                                              | UEFA Nations League 2020-2021 - 1º turno                              | -                                                                     | 67’                                                                   |
| 12-11-2020                                                            | Chișinău                                                              | Moldavia                                                              | 0 – 0                                                                 | Russia                                                                | Amichevole                                                            | -                                                                     | 67’                                                                   |
| 15-11-2020                                                            | Istanbul                                                              | Turchia                                                               | 3 – 2                                                                 | Russia                                                                | UEFA Nations League 2020-2021 - 1º turno                              | -                                                                     |                                                                       |
| 18-11-2020                                                            | Belgrado                                                              | Serbia                                                                | 5 – 0                                                                 | Russia                                                                | UEFA Nations League 2020-2021 - 1º turno                              | -                                                                     | 50’                                                                   |
| 27-3-2021                                                             | Soči                                                                  | Russia                                                                | 2 – 1                                                                 | Slovenia                                                              | Qual. Mondiali 2022                                                   | -                                                                     | 68’                                                                   |
| 30-3-2021                                                             | Trnava                                                                | Slovacchia                                                            | 2 – 1                                                                 | Russia                                                                | Qual. Mondiali 2022                                                   | -                                                                     | 46’                                                                   |
| 1-6-2021                                                              | Breslavia                                                             | Polonia                                                               | 1 – 1                                                                 | Russia                                                                | Amichevole                                                            | -                                                                     | 67’                                                                   |
| 5-6-2021                                                              | Mosca                                                                 | Russia                                                                | 1 – 0                                                                 | Bulgaria                                                              | Amichevole                                                            | -                                                                     | 78’                                                                   |
| 12-6-2021                                                             | San Pietroburgo                                                       | Belgio                                                                | 3 – 0                                                                 | Russia                                                                | Euro 2020 - 1º turno                                                  | -                                                                     | 43’                                                                   |
| Totale                                                                |                                                                       | Presenze (4º posto)                                                   | 105                                                                   |                                                                       | Reti                                                                  | 2                                                                     |                                                                       |

## Palmarès

### Club

#### Competizioni nazionali
- Campionato russo: 5

CSKA Mosca: 2005, 2006
Zenit San Pietroburgo: 2018-2019, 2019-2020, 2020-2021
- Coppa di Russia: 6

CSKA Mosca: 2004-2005, 2005-2006, 2007-2008, 2008-2009
Zenit San Pietroburgo: 2015-2016, 2019-2020
- Supercoppa di Russia: 7

CSKA Mosca: 2004, 2006, 2007, 2009
Zenit San Pietroburgo: 2016, 2020, 2021
- Community Shield: 1

Chelsea: 2009
- Campionato inglese: 1

Chelsea: 2009-2010
- Coppa d'Inghilterra: 1

Chelsea: 2009-2010

#### Competizioni internazionali
- Coppa UEFA: 1

CSKA Mosca: 2004-2005

### Individuale
- Calciatore russo dell'anno: 1

2008